# Karmenu Vella
Karmenu Vella, född 19 juni 1950 i Iż-Żurrieq, är en maltesisk politiker. Han är sedan 1 november 2014 EU-kommissionär med ansvar för miljö- och fiskeripolitik i kommissionen Juncker. 
Vella har varit ledamot för det maltesiska socialistpartiet Partit Laburista i parlamentet och innehaft en rad ministerposter. Han var minister för offentliga arbeten 1981-1984, industriminister 1984-1987 och turistminister 1996-1998. Han är utbildad arkitekt och civilingenjör från University of Malta och har även examen i turism från Sheffield Hallam University. 